# Fédération lituanienne du travail
La Lietuvos Darbo Federacija (LDF - Fédération lituanienne du travail) est un syndicat lituanien fondé en 1991. Il est adhérent à la Confédération syndicale internationale et à la Confédération européenne des syndicats.